# زیردریایی کلاس آی-۴۰۰
زیردریایی کلاس آی-۴۰۰ (به انگلیسی: I-400-class submarine) یک کلاس از زیردریایی ساخت امپراتوری ژاپن است که طول آن ۱۲۲ متر (۴۰۰ فوت) می‌باشد.
این زیر دریایی بزرگ‌ترین زیر دریایی ساخته شده بدون انرژی هسته ای جهان بود و توانایی حمل چند جنگنده را داشت
از این زیر دریایی سه عدد به‌طور کامل ساخته شده بود که بعد از تسلیم شدن ژاپن در جنگ جهانی دوم همهٔ این زیر دریایی‌ها به نیروهای آمریکایی تسلیم شدند؛ آمریکایی‌ها پس از بررسی این زیر دریایی‌ها از ترس استفادهٔ شوروی از تکنولوژی موجود در این زیر دریایی‌ها آنها را منهدم کردند.